# Laufen (Salzach)
Laufen település Németországban, azon belül Bajorországban. Lakosainak száma 7541 fő (2023. december 31.).

## Népesség
A település népessége az elmúlt években az alábbi módon változott:
| Lakosok száma | 2149 | 4105 | 4222 | 5634 | 6869 | 6852 | 7109 | 7169 | 7373 | 7541 |
|               | 1875 | 1950 | 1975 | 1987 | 2012 | 2014 | 2016 | 2017 | 2021 | 2023 |

## Fekvése
Pettingtől keletre, az osztrák határ közelében fekvő település.

## Története
Laufen már az ókorban is fontos helynek számított. A Salzach folyón átvezető folyami átkelőjét a római korban a Castellum ad Loffi nevű katonai erőd őrizte.
Nevét először egy 1041-ben keltezett oklevél említette. 1278-ban létrejött itt a hajósok céhe, amelynek tagjai sajátságos bárkáikon sószállítással foglalkoztak.
1403-ban a rendkívül kedvező helyen megtelepült városka (a Salzachba benyúló félszigeten feküdt) vásárrendezési jogot is kapott.
Laufen 1830-ig Salzburghoz tartozott, a salzburgi hercegérsek nyaralóhelye volt.

## Leírása
A városba két masszív városkapu vezet. Bűbájos főutcájának régi házai közül a 48. szám alatt található Lővenbraurei sörfőzde kapuboltozata a gótika ritka emléke. Keskeny mellékutcáit pedig régi gyámívek kapcsolják össze.
Plébániatemploma (Pfarrkirche Mariä Himmelfahrt) Dél-Németország legöregebb gótikus csarnoktemploma. Az 1330-1332 közötti építésekor megőrizték a korábbi templom román stílusú tornyát. Az alacsony toronycsúcs szinte megbújik a meredek gótikus tetőszerkezet oldalában. A templom kívülről érintetlen maradt, belsőleg azonban 1770-ben barokkosították, majd 1843-ban neogótikus stílusban rendezték be. A templomot az 1633-ban épült barokk stílusú temetőkápolnával kívülről régi kerengőre emlékeztető oszlopos folyosó köti össze.
A temetőkápolna szomszédságában egy 1625-ben épült házban képtár (Gemäldesammlung im Dechantenhof) van berendezve, ahol az egykori hercegségi nyaraló több értékes festményét is elhelyezték.
Az egykori Hercegségi kastély-t 790-ben említették először. Újabb kori alakját a 17. században kapta. A kastélyt 1862-ben börtönné alakították át, a külső és belső átépítések az épületet tönkretették.

## Nevezetességek
- Városkapuk
- Plébániatemploma (Pfarrkirche Mariä Himmelfahrt) – a templom legrégebbi és legértékesebb műkincsei az itt Laufenben született Johann Michael Rottmayr két munkája: egy 1690 körül készült oltárkép a hajósok oltárán, a másik az 1698-ból való és  az orgona erkélye alatt elhelyezett festmény amely a Madonnát festő Szt. Lukácsot és az orgonán játszó Szt. Ceciliát ábrázolja.
- Képtár

## Itt születtek, itt éltek
- Johann Michael Rottmayr barokk festő, az önálló osztrák festőiskola első generációjának jelentős alakja itt született 1656. december 11. -én.

## Galéria

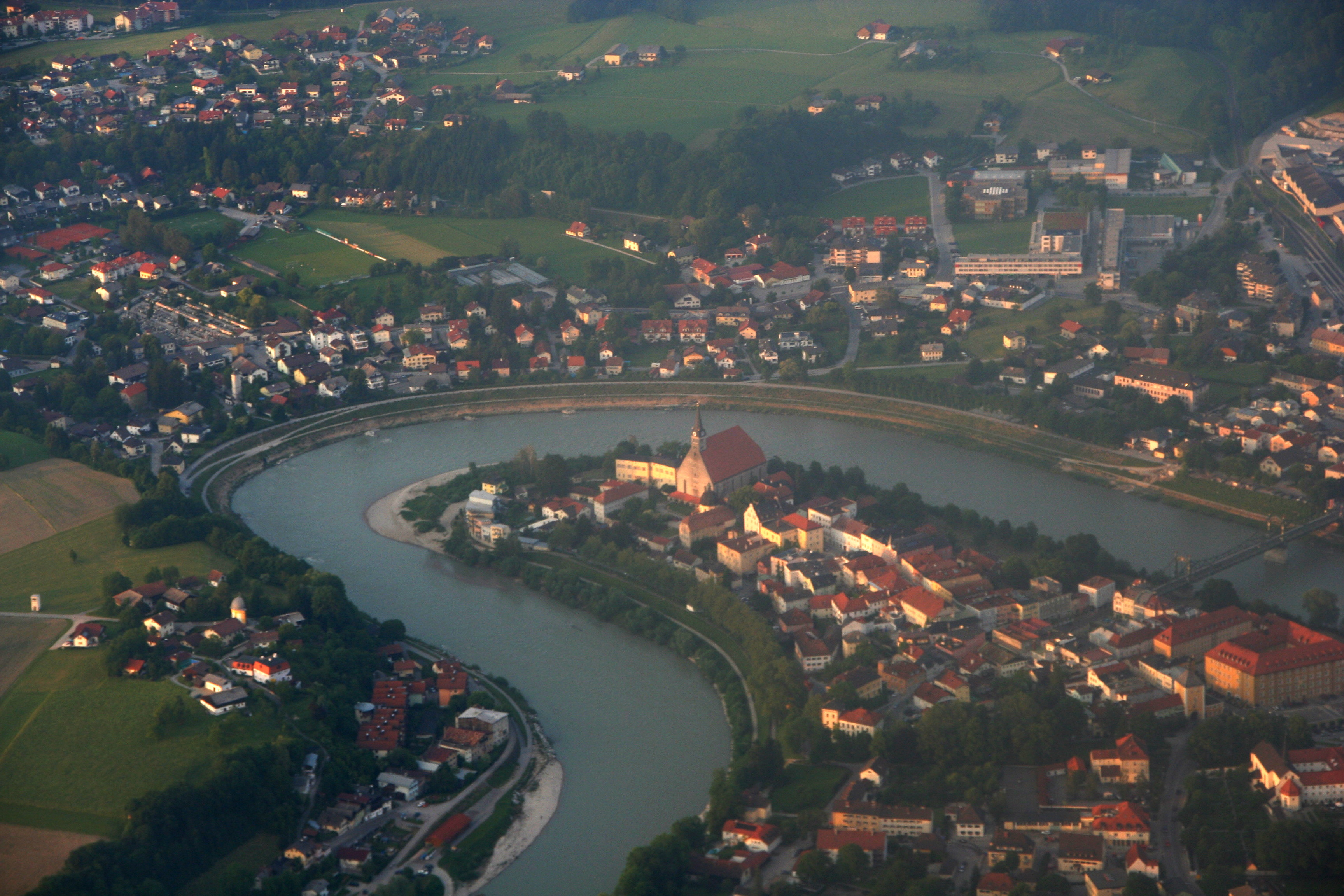
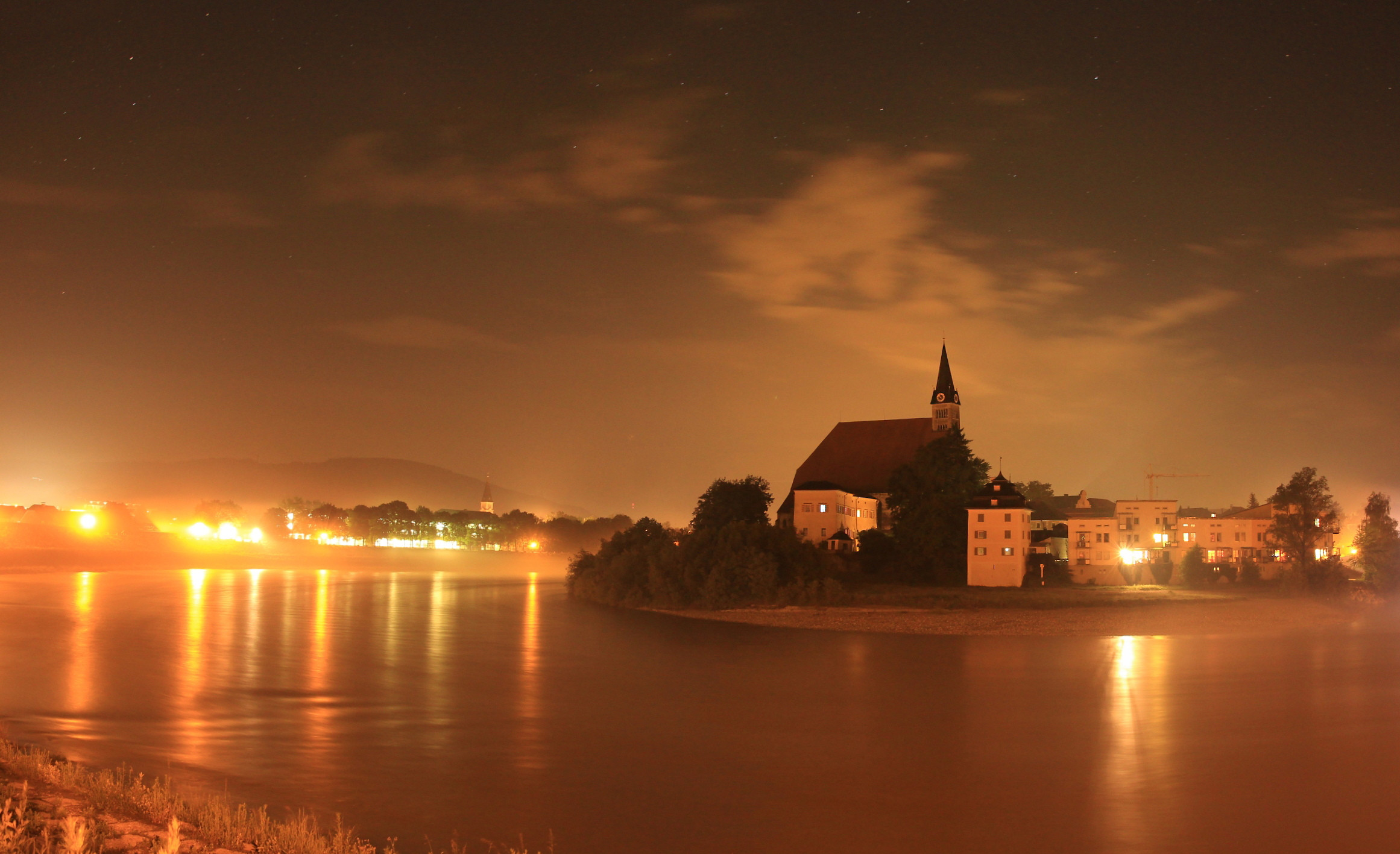
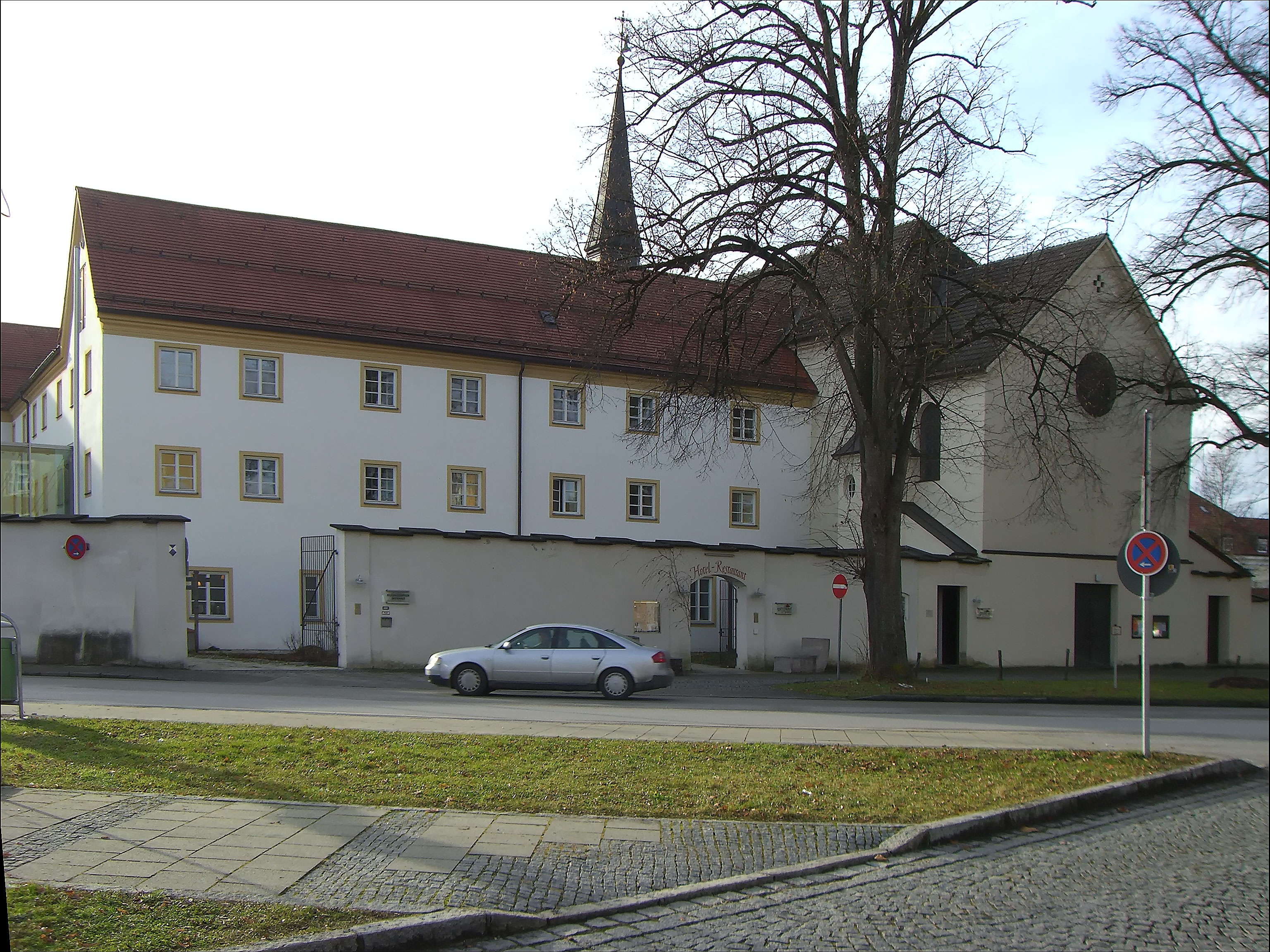
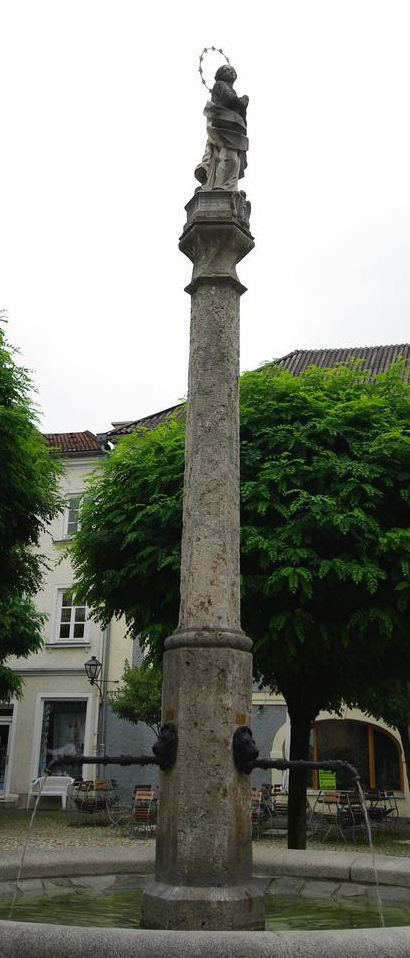
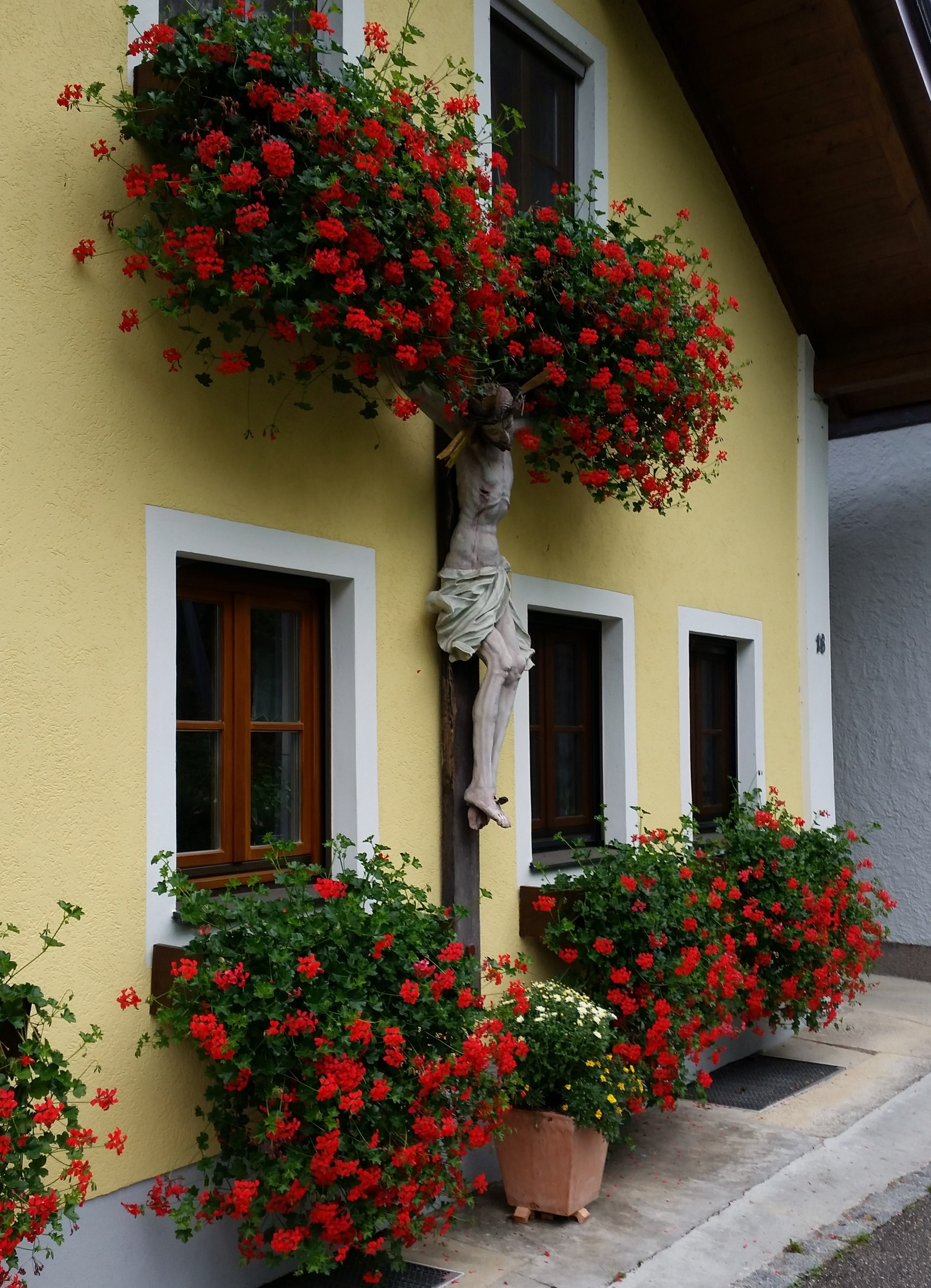
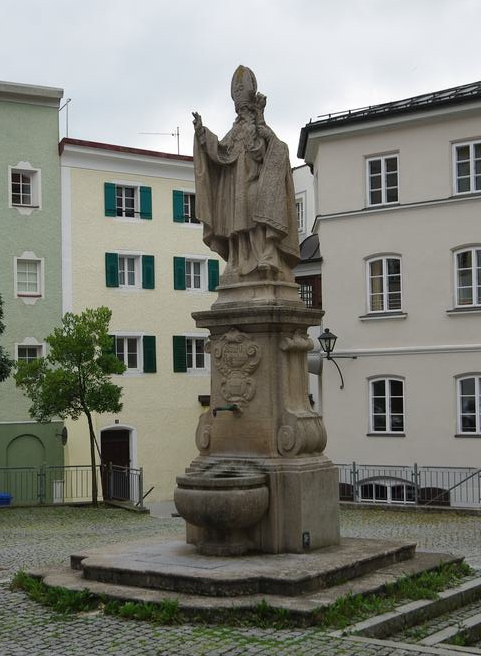
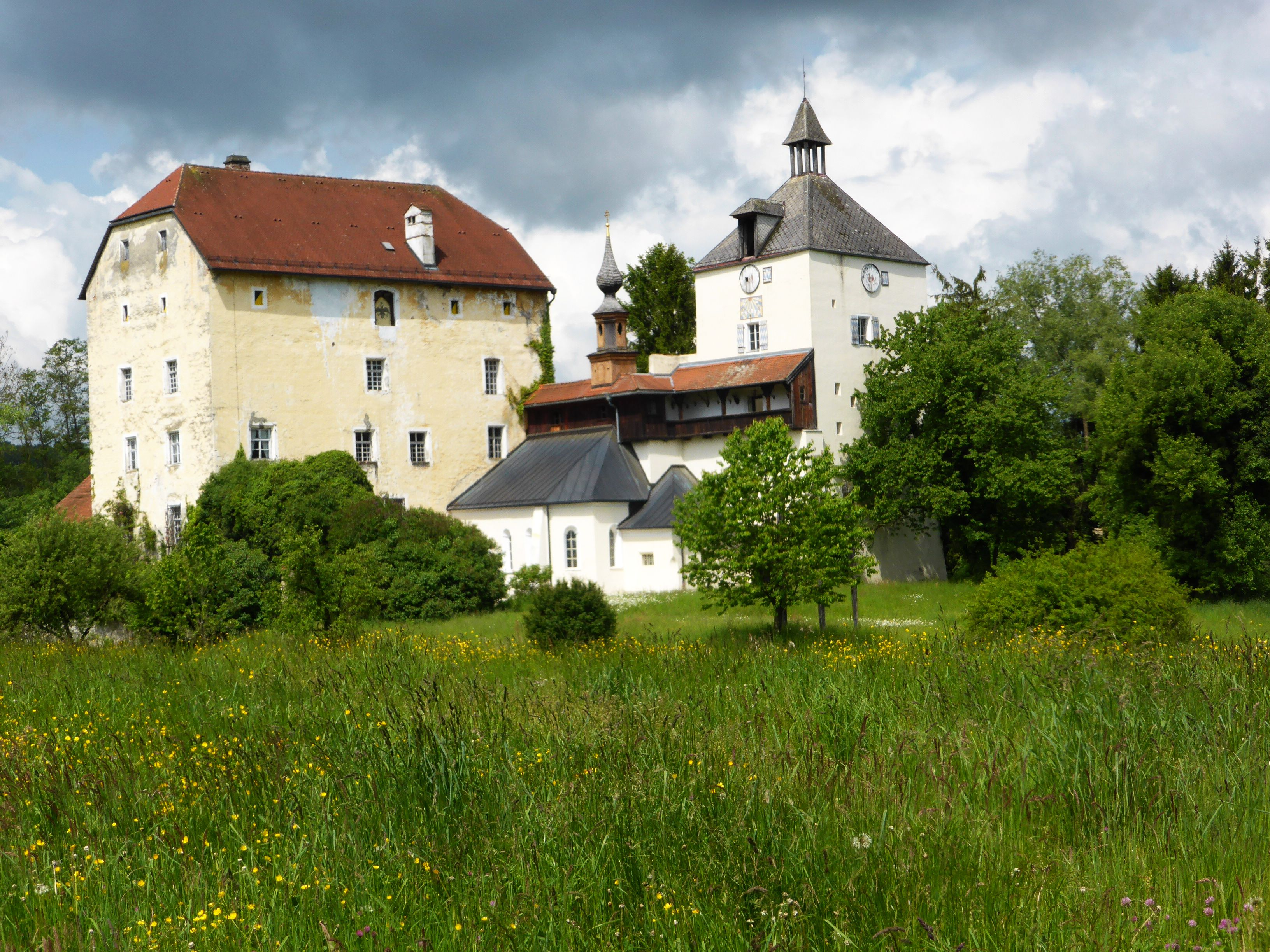
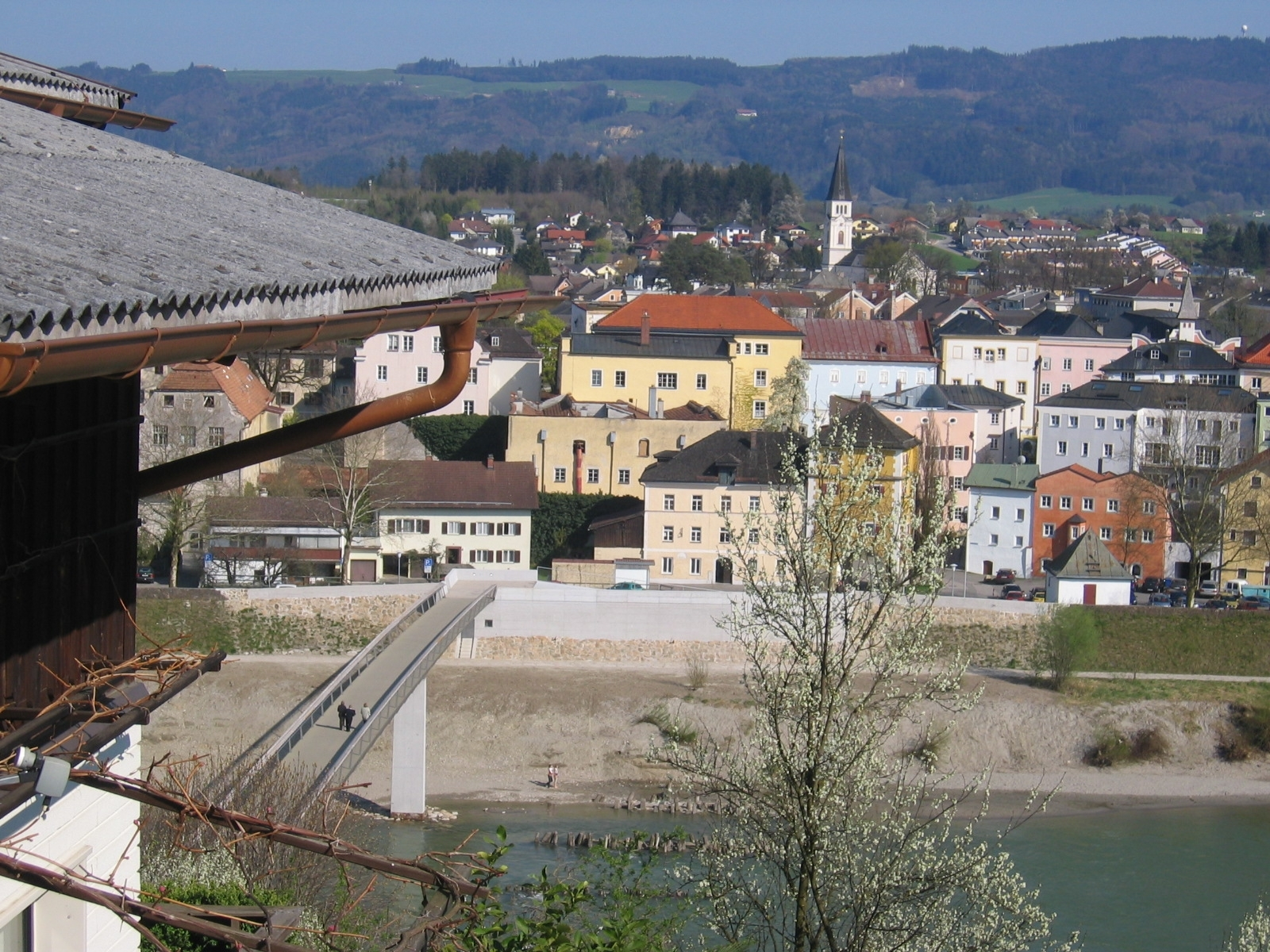
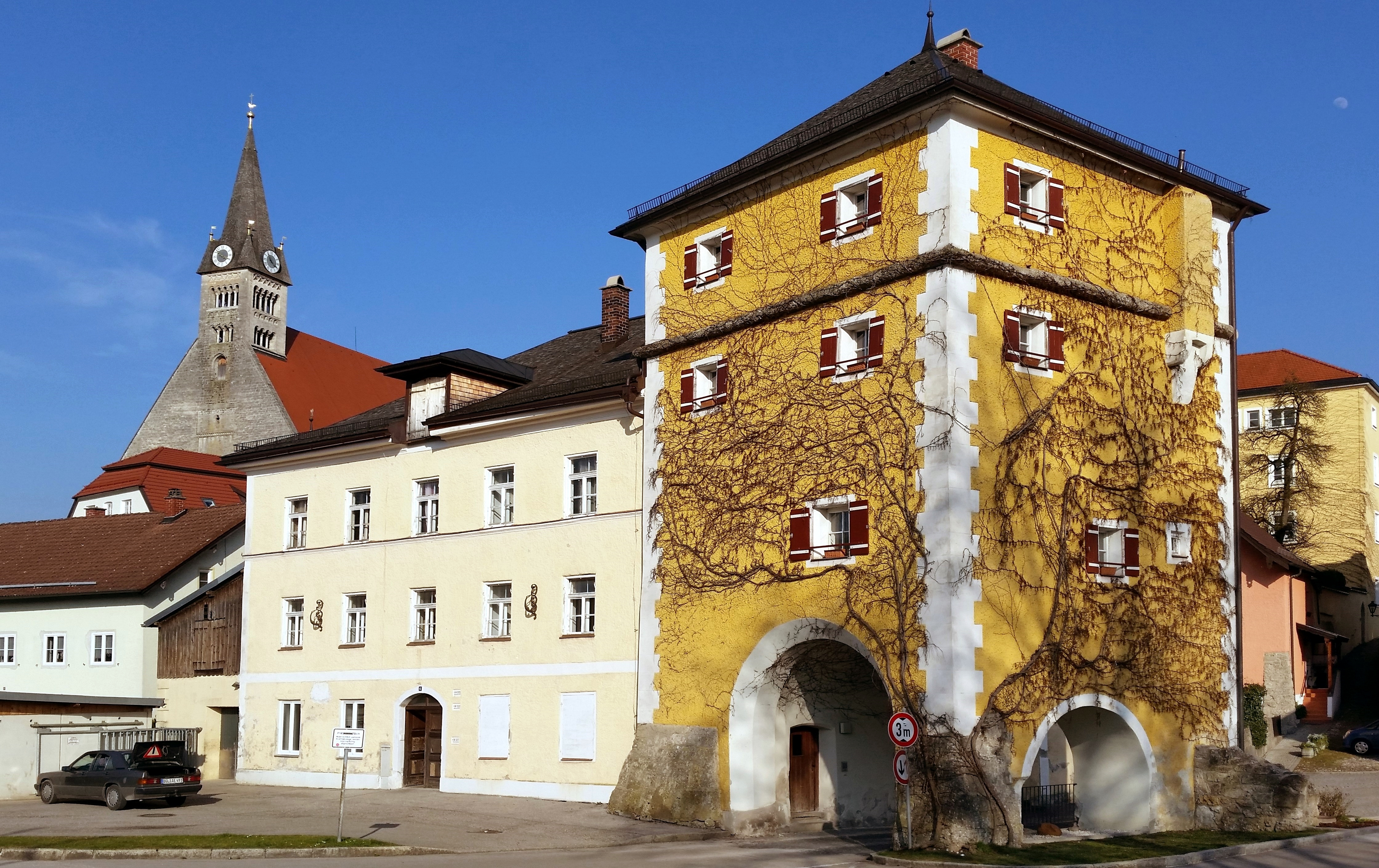
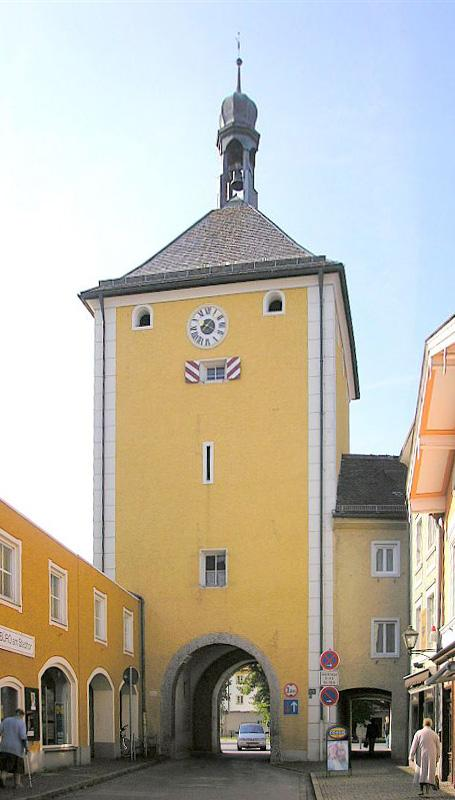
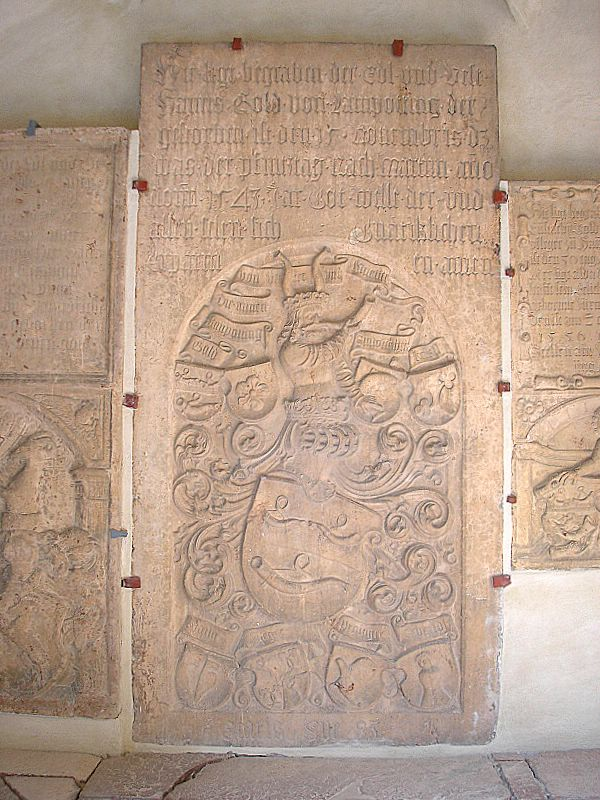
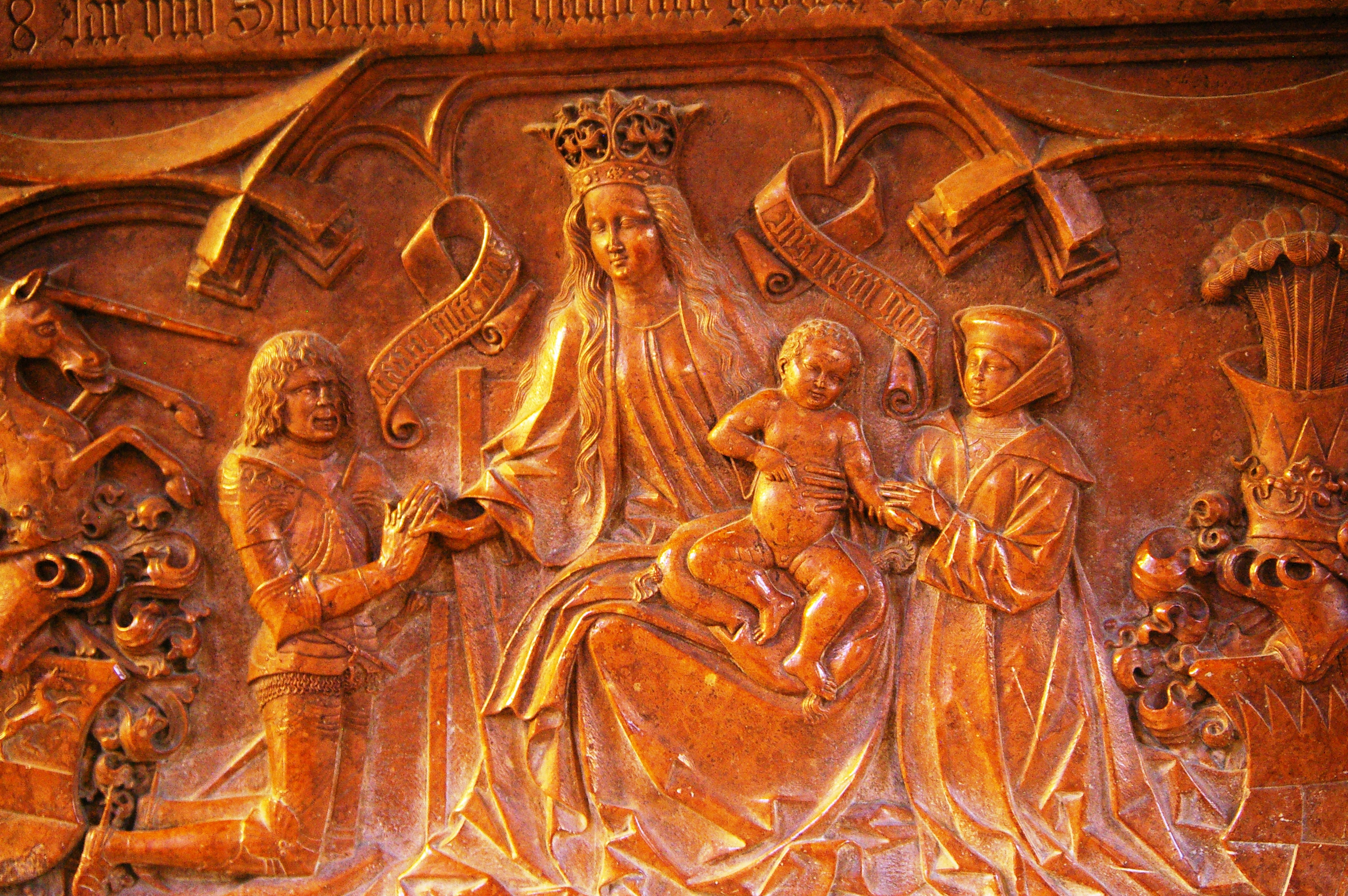
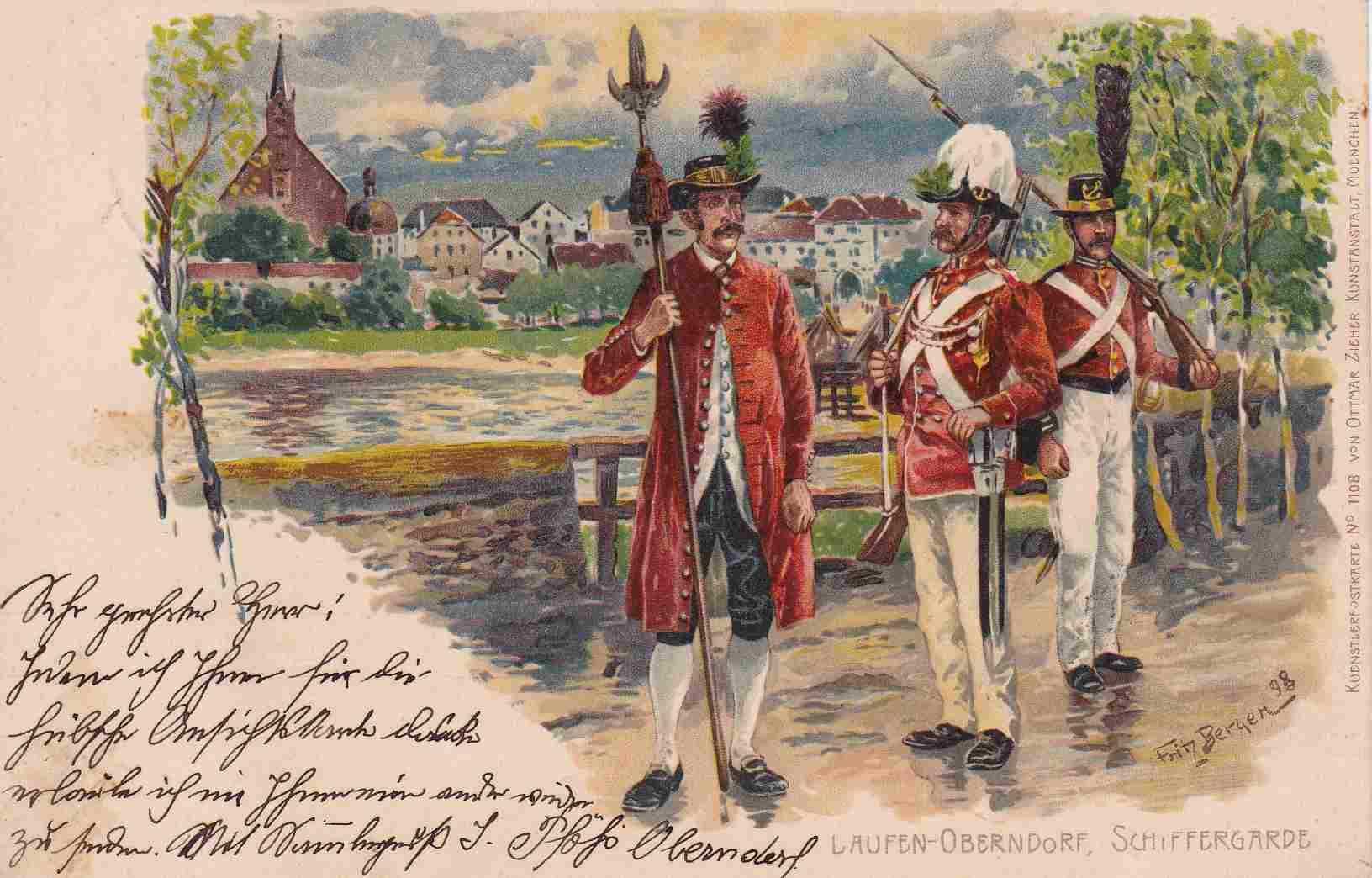
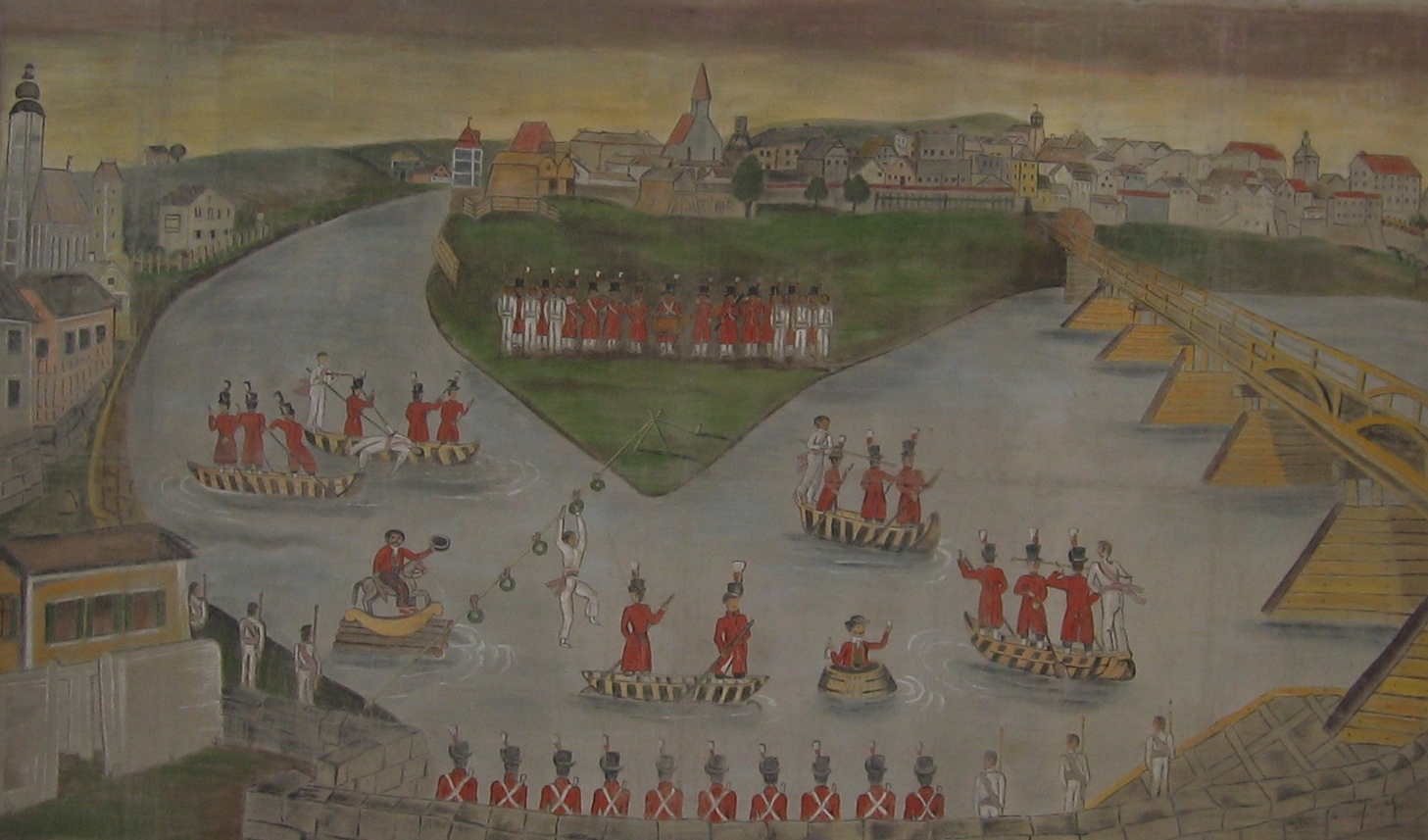
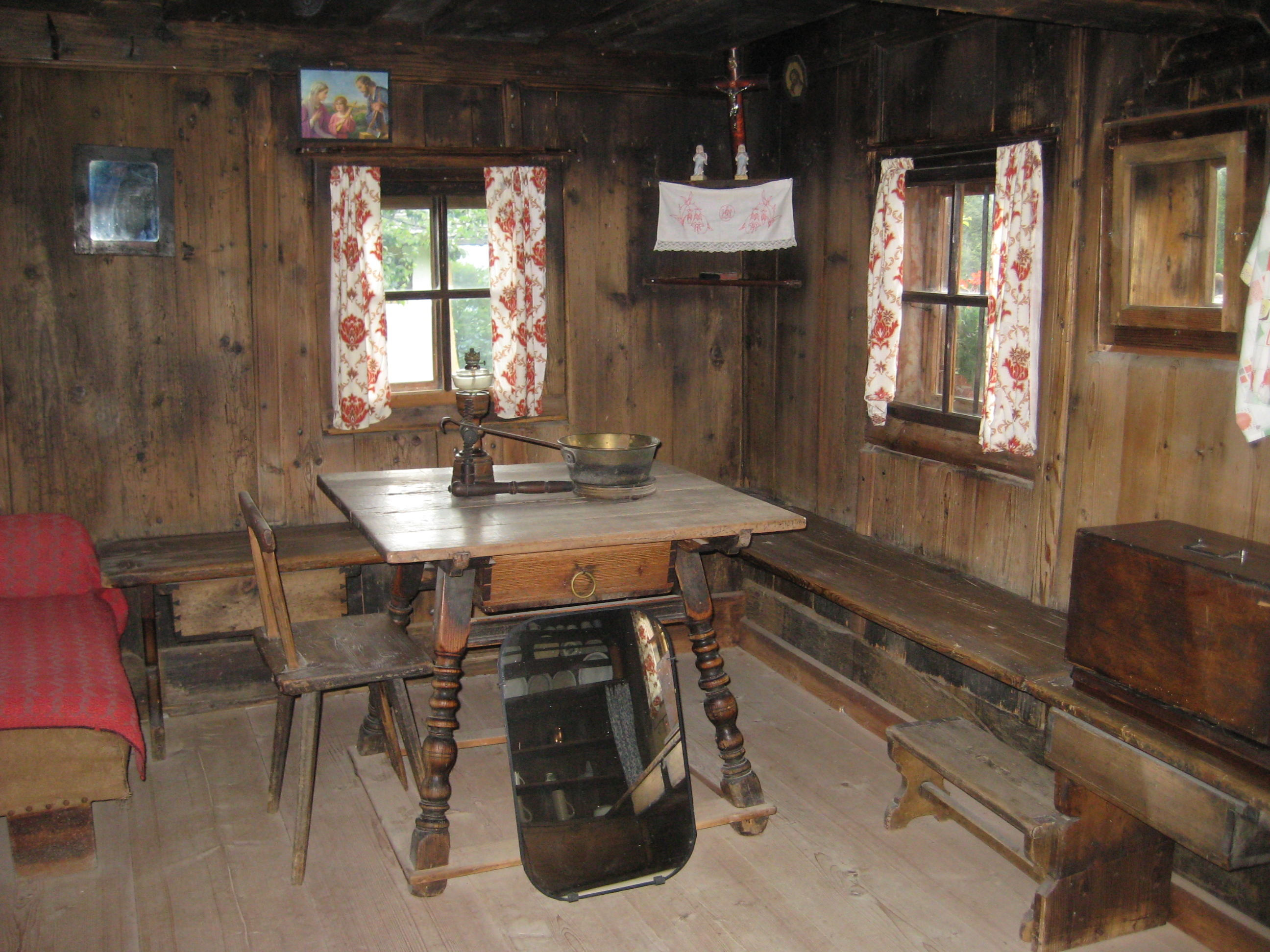
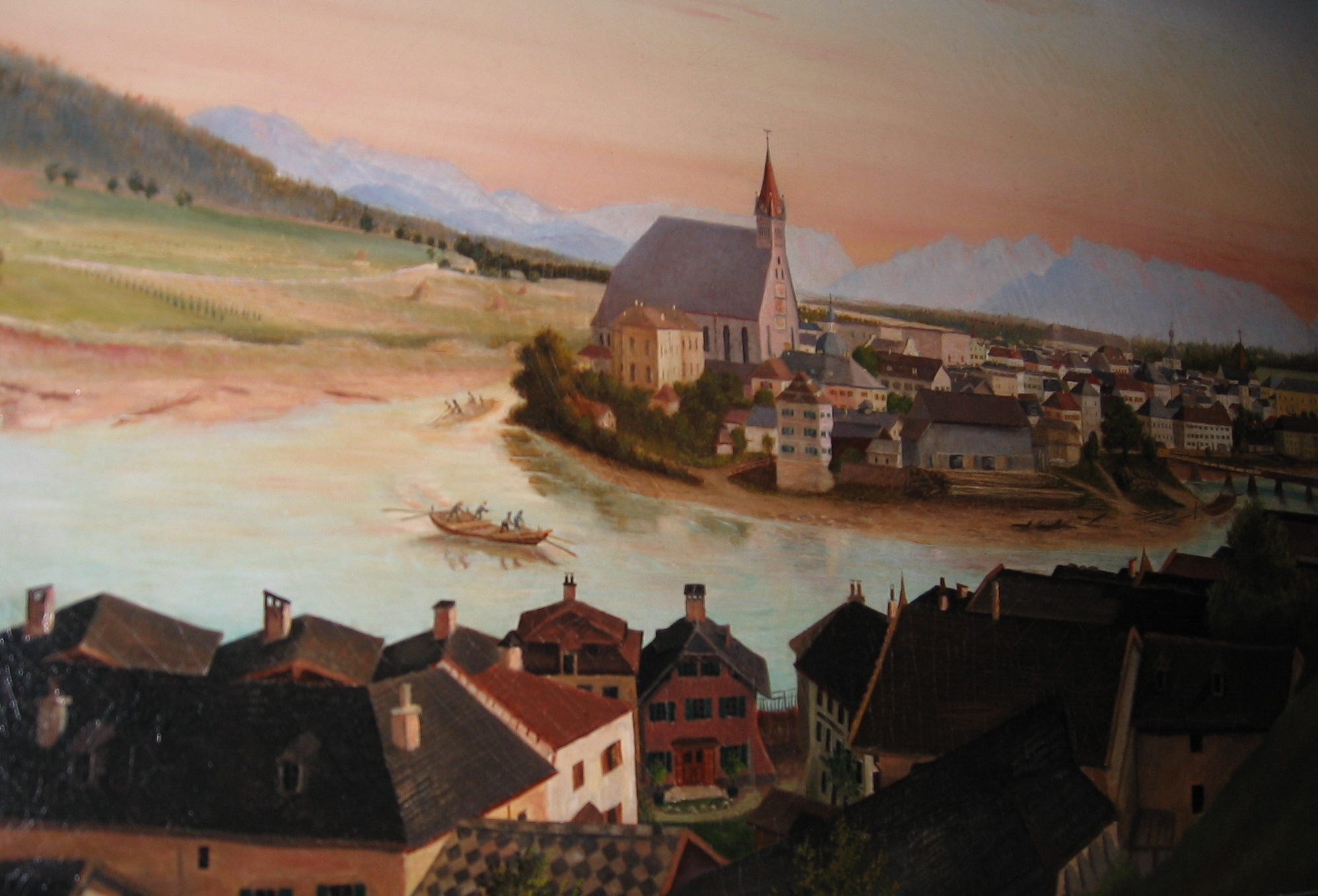